# TNFRSF14
Il recettore del fattore di necrosi tumorale 14, anche noto come HVEM (dall'acronimo in lingua inglese per herpesvirus entry mediator o mediatore dell'ingresso degli herpesvirus), è una proteina recettoriale che, nell'essere umano, è codificata dal gene TNFRSF14 e fa parte della superfamiglia dei recettori del fattore di necrosi tumorale.

## Struttura e funzione
Tale recettore è stato identificato come un mediatore dell'ingresso nelle cellule degli Herpes simplex virus, ottenuto tramite il suo legame con la glicoproteina D (gD) dell'envelope virale. La regione citoplasmatica del recettore TNFRSF14 lega numerosi membri della famiglia TRAF, in particolar modo TRAF2 e TRAF5, che mediano la trasduzione del segnale che attiva la risposta immunitaria. Nei melanociti la sua espressione è regolata da MITF, il fattore di trascrizione associato a microftalmia. Il recettore interagisce, inoltre, anche con il suo ligando specifico TNFSF14.

## Significato clinico
Mutazioni del gene che codifica per tale recettore sono state associate ripetutamente a casi di linfoma diffuso a grandi cellule B.